# Мескида, Роксана
Роксана Мескида (фр. Roxane Mesquida; род. 1 октября 1981, Марсель) — французская актриса и модель.

## Биография
Мескида выросла в Ле-Праде, небольшом городке, расположенном на юге Франции. Её мать, писательница Франсуаза Мескида, имеет франко-испанские корни, а отец — итало-американец, но Роксана никогда не знала его. Она свободно говорит на английском и французском языках, также знает испанский, итальянский и немецкий языки.
Мескида попала в кино в подростковом возрасте, когда во время прогулки с мамой на неё обратил внимание французский режиссёр Мануэль Прадаль, который был в разгаре работы над своим фильмом «Мари с залива ангелов». Она принимала участие в съёмках в течение всего лета.
Агентство Elite Model Management предложило Мескиде первый контракт в 14 лет, и с тех пор она работает в модельном бизнесе. Она имела контракт с IMG Models. Своей музой её называл известный дизайнер одежды Джером С. Руссо.
В 1998 году она была партнёршей Изабель Юппер в драме Бенуа Жако «Школа плоти», представленном на Каннском кинофестивале. Несколько лет спустя Роксана попала на съёмочную площадку фильме «Моей сестре!», который снимала известный режиссёр Катрин Брейя. По словам актрисы, именно работа с Брейя окончательно убедила её в выборе профессии. В дальнейшем Мескида и Брейя продолжили сотрудничество. Актриса сняла в её фильмах «Интимные сцены» и «Тайная любовница».
В 2006 году Роксана сыграла одну из главных ролей в хорроре «Шайтан», где её партнёром и экранным отцом стал Венсан Кассель. После съёмок в этом фильме она переехала в США, несколько месяцев прожила в Нью-Йорке, а позднее обосновалась в Лос-Анджелесе. В США её карьера началась с участия в музыкальных клипах и рекламных ролях. В 2010 году Мескида снялась в фильме «Ба-бах» Грегга Араки.
С 2011 по 2012 год Мескида снялась в нескольких эпизодах пятого сезона сериала «Сплетница». Она также появилась в новозеландском проекте «Самый забавный способ умереть», в вампирском фильме ужасов «Поцелуй проклятой», криминальной комедии «Неправильные копы» и клипе Мэрилина Мэнсона на сингл «No Reflection».
Мескида проживает в бывшем доме Чарли Чаплина в Западном Голливуде.

## Фильмография
| Год       |     | Русское название              | Оригинальное название           | Роль                       |
| --------- | --- | ----------------------------- | ------------------------------- | -------------------------- |
| 1997      | ф   | Мари с залива ангелов         | Marie Baie des Anges            | Мирей                      |
| 1998      | ф   | Школа плоти                   | L’ École de la chair            | Марин                      |
| 2000      | кор | —                             | Gaia                            | четырнадцатилетняя девушка |
| 2001      | ф   | Моей сестре!                  | À ma soeur!                     | Елена Пингу                |
| 2002      | кор | —                             | Âges ingrats                    | девушка                    |
| 2002      | с   | —                             | Carnets d’ado                   | Лора                       |
| 2002      | ф   | Интимные сцены                | Sex Is Comedy                   | актриса                    |
| 2002      | ф   | Такие разные                  | Sexes très opposés              | Хелен                      |
| 2004      | ф   | Большое путешествие           | Le grand voyage                 | Лиза                       |
| 2005      | тф  | Волны                         | Les vagues                      | Селия                      |
| 2006      | ф   | Шайтан                        | Sheitan                         | Ева                        |
| 2006      | тф  | Немного соврать               | Mentir un peu                   | Ирен                       |
| 2007      | ф   | Тайная любовница              | Une vieille maîtresse           | Эрмангарда                 |
| 2009      | ф   | Дрейф                         | La dérive                       | сестра Антонин             |
| 2010      | кор | —                             | Adieu Molitor                   | Дженнифер                  |
| 2010      | ф   | Шина                          | Rubber                          | Шейла                      |
| 2010      | ф   | Ба-бах                        | Kaboom                          | Лорелей                    |
| 2010      | ф   | Пастушья кукла                | Sennentuntschi                  | Пастушья кукла             |
| 2010      | в   | —                             | Dans ta bouche                  | девушка в Лос-Анджелесе    |
| 2011      | кор | —                             | Quand j’étais gothique          | Аврора                     |
| 2011—2012 | с   | Сплетница                     | Gossip Girl                     | Беатрис Гримальди          |
| 2012      | ф   | Самый забавный способ умереть | The Most Fun You Can Have Dying | Сильви                     |
| 2012      | кор | Неправильные копы: Глава 1    | Wrong Cops: Chapter 1           | н/д                        |
| 2012      | ф   | Поцелуй проклятой             | Kiss of the Damned              | Мими                       |
| 2013      | с   | XIII                          | XIII: The Series                | Бетти Барновски            |
| 2013      | ф   | Неправильные копы             | Wrong Cops                      | девушка                    |
| 2013      | кор | —                             | The Doors                       | Лиз                        |
| 2013      | кор | —                             | The American Tetralogy          | замученная невеста         |
| 2013      | кор | —                             | Das foto-shoot                  | модель                     |
| 2014      | ф   | Реальность                    | Réalité                         | ведущая церемонии          |
| 2015      | ф   | Наше будущее                  | Nos futurs                      | Виржини                    |
| 2015      | ф   | Несмотря на ночь              | Malgré la nuit                  | Лена                       |
| 2017      | ф   | —                             | Mercury in Retrograde           | Изабель                    |
| 2018      | ф   | Горящая тень                  | Burning Shadow                  | Саммер                     |
| 2019      | с   | А теперь — апокалипсис        | Now Apocalypse                  | Северин Бордо              |
| 2019      | ф   | Играй или умри                | Play or Die                     | Хлоя                       |
| 2020      | кор | —                             | The Gesture and The Word        | Аврора                     |
| 2022      | ф   | —                             | Méduse                          | Романа                     |